# Cans et Cévennes
Cans et Cévennes is een gemeente in het Franse departement Lozère (regio Occitanie). De plaats maakt deel uit van het arrondissement Florac. Cans et Cévennes is op 1 januari 2016 ontstaan door de fusie van de gemeenten Saint-Julien-d'Arpaon en Saint-Laurent-de-Trèves. De gemeente telde 288 inwoners op 1 januari 2022.

## Geografie
De oppervlakte van Cans et Cévennes bedroeg op 1 januari 2022 43,81 vierkante kilometer; de bevolkingsdichtheid was toen 6,6 inwoners per km².

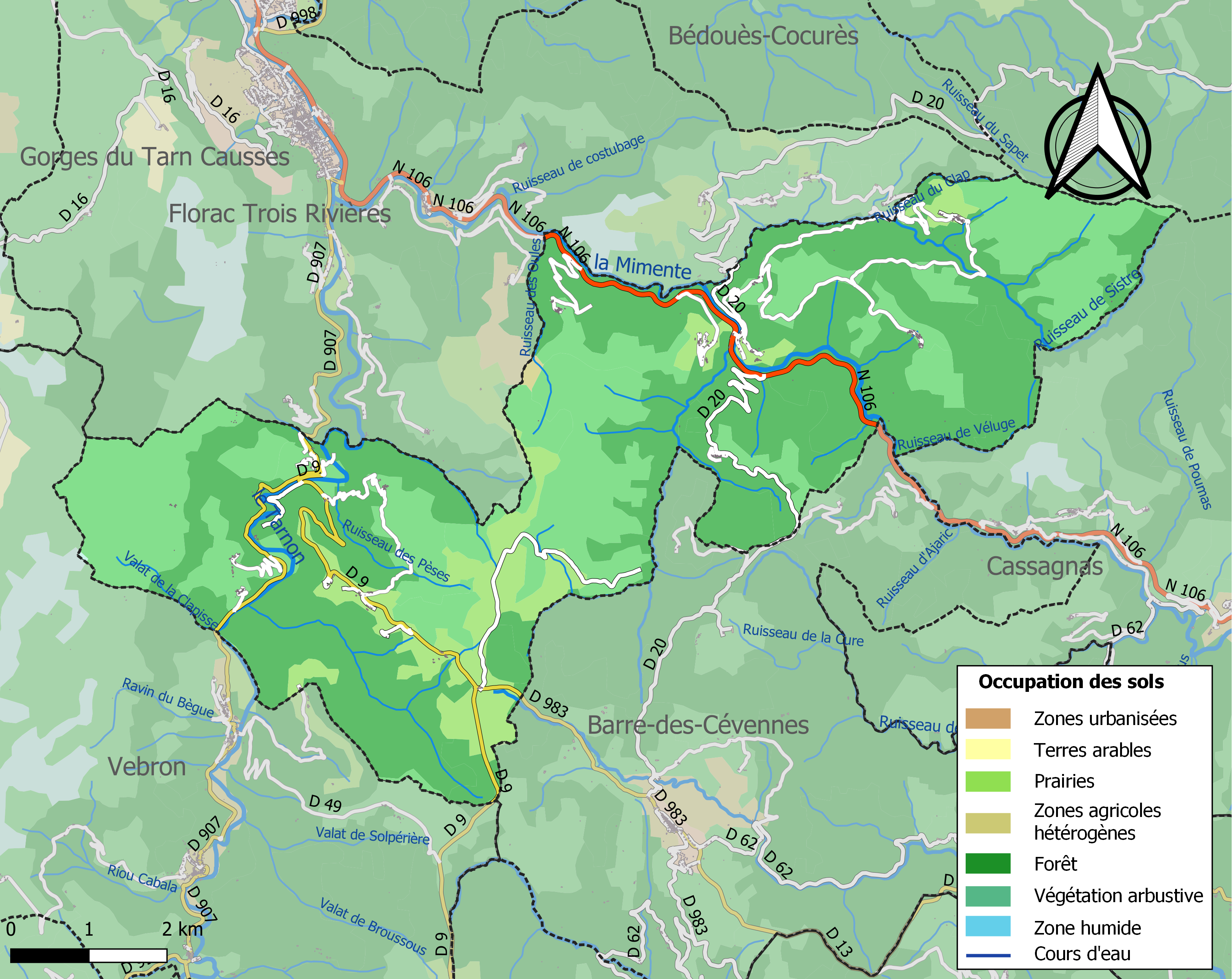
Kaart van de gemeente met de belangrijkste infrastructuur, bodemgebruik en omliggende gemeenten